# Arnspitze
L'Arnspitze est un sommet des Alpes, à 2 196 m, dans le Wetterstein, à la frontière entre l'Allemagne (Bavière) et l'Autriche (land du Tyrol). Il forme un chaînon dont les principaux sommets sont :
- le Grosse Arnspitze, 2 196 m ;
- le Mittlere Arnspitze, 2 091 m ;
- le Hintere Arnspitze, Arnplattenspitze, 2 171 m ;
- le Weisslehnkopf, 2 002 m;
- l'Arnkopf, 1 934 m ;
- le Zwirchkopf, 1 773 m.